# Saleh Al-Sheikh
Saleh Al-Sheikh Al Hendi (Al Kuwait, 29 maggio 1982) è un calciatore kuwaitiano, centrocampista dell'Al-Qadsia e della Nazionale kuwaitiana.

## Carriera

### Club
Ha sempre giocato nel campionato kuwaitiano, con la maglia dell'Al-Qadsia, club con il quale ha conquistato 8 campionati e 6 coppe nazionali.

### Nazionale
Ha esordito in Nazionale nel 2006, prendendo parte alla Coppa d'Asia nel 2011 e nel 2015.